# Josep Serrat i Bonastre
Josep Serrat i Bonastre (Barcelona, 26 d'octubre de 1869- 1946) fou un enginyer català.

## Biografia
Fill de Josep Serrat i Borras, comerciant nascut a L'Ametlla del Vallès i de Concepció Bonastre i Sabatés natural de Piera. Germà de Francisco Serrat y Bonastre. El seu avi Josep Serrat era mestre d'escola a l'Ametlla del Vallès. Alumne exemplar, es va treure la revàlida amb només 19 anys, per passar a estudiar química i mecànica, esdevenint un enginyer amb dues titulacions.
El 1891 va començar a treballar a La Maquinista, i posteriorment durant els anys 20 i 40 va treballar com a assessor per a diverses empreses privades. En aquest temps va iniciar la seva tasca com a traductor de literatura tècnica.
Amb voluntat pedagògica, va fer moltes conferències i xerrades sobre tècniques mecàniques arreu de Catalunya, i entre 1908 i 1910 va ser president de l'Associació d'Enginyers Industrials de Catalunya. En reconeixement d'aquest esforç pedagògic i divulgatiu, el premi de periodisme de l'Associació i Col·legi d'Enginyers Industrials de Catalunya porta el seu nom. L'han guanyat periodistes de renom com Mònica Terribas.